# Thomas Pellow
Thomas Pellow (* 1704 aus Penryn in Cornwall; † nach 1738) war ein Engländer, der fast 23 Jahre im Norden Afrikas als Sklave verbrachte.

## Leben
Pellow wurde 1716 im Alter von elf Jahren zusammen mit 51 weiteren Personen, die mit dem Schiff Francis reisten, von Barbaresken-Korsaren gefangen genommen. Darauf musste er unter Mulai Ismail an dessen Palast in Meknès bauen.
1738 gelang ihm mithilfe eines irischen Kapitäns die Flucht über die Straße von Gibraltar. Schließlich erreichte er Penryn in Cornwall.

## Memoiren
- The History of the long captivity and adventures of Thomas Pellow, in South-Barbary. Giving an account of his being taken by two Sallee Rovers ... in which is introduced a particular account of the manners and customs of the Moors ... together with a description of the cities, towns, and publick buildings in those kingdoms. R. Goadby, London 1739. Neuausgabe: The History of the long captivity and adventures of Thomas Pellow, in South-Barbary. Herausgegeben von Josephine Grieder. Garland, New York u. a. 1973, ISBN 0-8240-0583-X. (Digitalisat: )